# Helgoland fyr
Helgoland fyr är en fyr på ön Helgoland i Schleswig-Holstein i Tyskland. Fyren är landets lysstarkaste och visar en blixt var femte sekund.  
Den första fyren på platsen byggdes år 1811 medan Helgoland tillhörde Storbritannien. Den var 18 meter hög och en fyrlykta med paraffinljus och speglar. År 1870 försågs fyrapparaten med en Fresnel-lins av första  storleken.

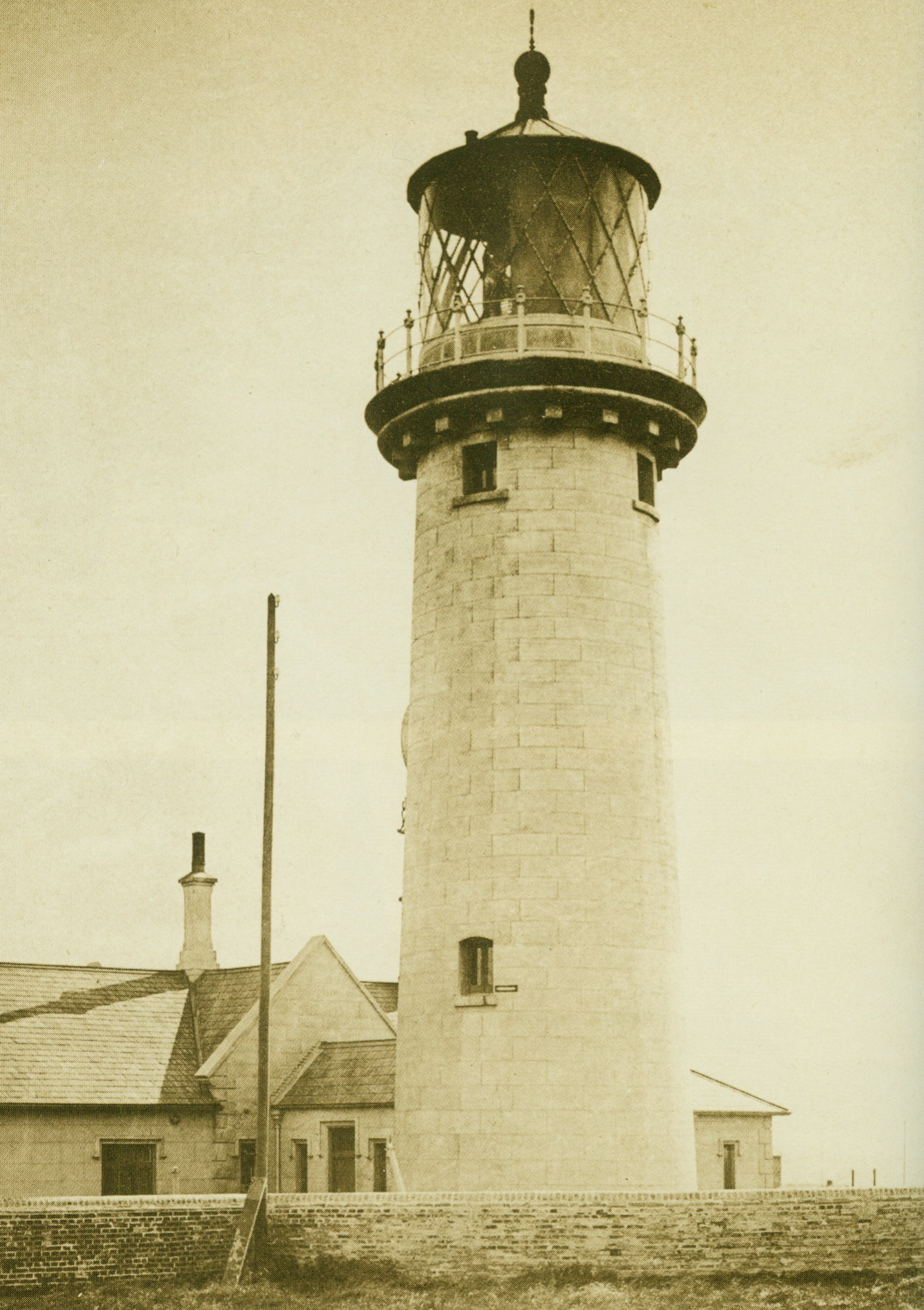
Den första fyren.

Helgoland blev tyskt år 1890 och år  1901 byggde tyskarna en ny större fyr på platsen och flyttade den gamla fyrens lanternin och fyrapparat till Staberhuk fyr på ön Fehmarn. Den gamla fyren revs år 1916.
Helgoland bombades under andra världskriget och fyren förstördes. Den ersattes år 1952 genom ombyggnad av ett tidigare luftvärnstorn av betong som hade överlevt bombningarna. År 1964 ökades tornets höjd till 81,5 meter och fasaden kläddes med rött tegel.
Fyren används också som kontrolltorn för fartygstrafiken och år 1984 försågs den med radarantenner och annan kommunikationsutrustning.
Fyrplatsen är öppen men fyren är stängd för allmänheten.